# 萊納爾·羅格
萊恩尼爾·喬治·羅格，CVO（1880年2月26日—1953年4月12日)，澳大利亞籍語言治療師與舞台劇演員，曾治癒喬治六世的嚴重口吃。

## 早年生活與家庭背景
萊恩尼爾·羅格出生於南澳大利亞殖民地首府阿得雷德的大學城，是家中四子中的長子。其祖父名為愛德華·羅格，發跡於都柏林，1850年創立羅格釀酒廠，1868年愛德華死後，羅格釀酒廠併入南澳大利亞釀酒公司（South Australian Brewing Company）。
萊恩尼爾父親名為喬治·愛德華·羅格，母親名為拉芙妮雅·蘭金，起先父親在祖父開設的酒廠中擔任會計師，而後擔任「波恩賽德酒店」及「象堡酒店」的經理。
萊恩尼爾雖非天主教教徒，但傳聞其是天主教主教麥克·羅格的親戚(麥克於十九世紀晚期與二十世紀初期在北愛爾蘭阿馬郡擔任主教)。
1889至1896年間，萊恩尼爾就讀阿爾弗雷德王子學院，原先並未決定專攻方向，直到讀到亨利·沃茲沃思·朗費羅的《海華沙之歌（The Song of Hiawatha）》：

Then lagoo, the great boaster,
 He the marvellous story-teller, 
 He the traveller and the talker,
 He the friend of old Nokomis,
 Made a bow for Hiawatha——Henry Wadsworth Longfellow
萊恩尼爾深為此詩韻調所吸引，於是決定專門研究聲音韻調。十六歲自學校畢業後，受業於Edward Reeves門下接受演說術的訓練。Reeves在1878年搬到阿得雷德，白天指導門生，晚上則在維多利亞廳（Victoria Hall）向大眾表演個人朗頌。
萊恩尼爾自1902年起擔任Reeves秘書與助教，在此期間亦在阿得雷德大學的艾爾德音樂學院(Elder Conservatorium)學習。在為Reeves效力期間，萊恩尼爾也曾表演朗誦而被讚為「聲色清晰而有力」。

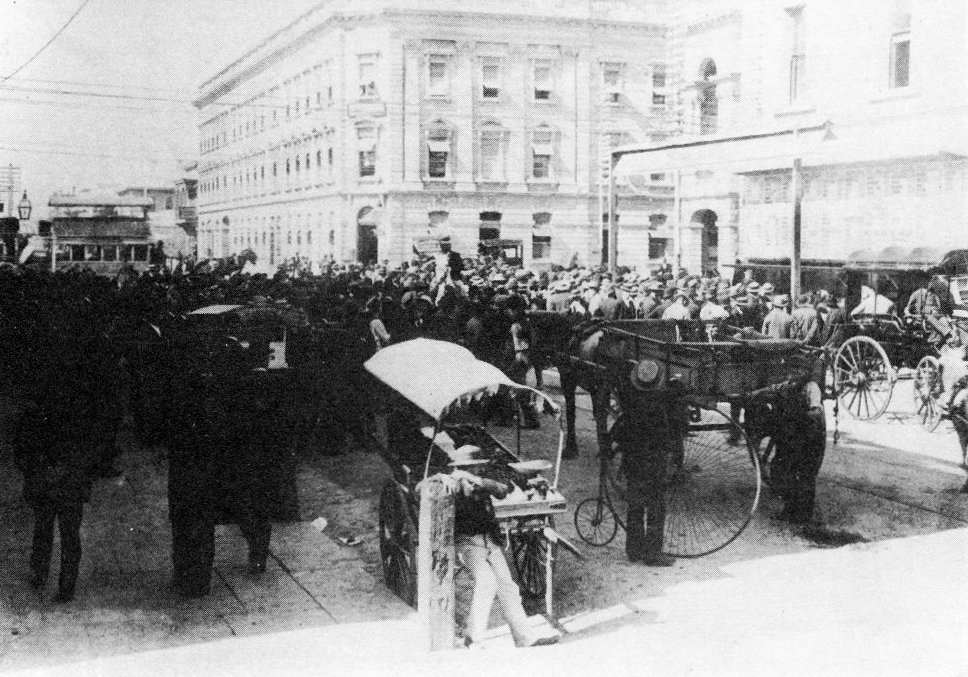
1896年的阿得雷德

萊恩尼爾的父親逝世於1902年11月17日，此後萊恩尼爾自立門戶當一位教授演說術的老師，名氣漸增，1904年還獲得當地報紙的讚揚。但又與2,000（1,200英里）外的卡爾古利公司簽了在某礦場安裝電力設備的合約。

## 職業生涯
萊恩尼爾在西澳的珀斯正式開始了他的工作，除了教授演說術、演戲及公眾演講外，他亦參加戲劇演出及朗誦，並且創立了一個公眾演說俱樂部。萊恩尼爾曾任教於珀斯的基督教青年會以及其他學校，例如珀斯循道衛理女子學院、克雷爾蒙特羅倫托修道院、珀斯斯寇奇學院、珀斯科技學校（Perth Technical School以及克雷爾蒙特教師學院。
1911年，萊恩尼爾決定周遊世界以尋找公開演說的秘訣。一戰後，他回到珀斯開始為因戰鬥壓力反應而出現語言障礙的澳洲士兵進行語言治療，除了幫助患者呼吸的物理療程外，他的心理療程特別強調幽默、耐心與「超乎常人的憐憫心」。
1924年，萊恩尼爾藉度假之名攜眷至英國，一度在倫敦附近的幾所學校教授演說術。1926年，萊恩尼爾在哈利街146號開設了一家語言障礙矯正診所，其向富人病患收取高額診療費，以此幫助付不出診療費的窮困患者，約克公爵阿爾伯特王子（後來的喬治六世）正是在那裡接受治療。語言治療師學院成立於1944年，萊恩尼爾是創立人之一。

### 治癒喬治六世的口吃
喬治六世（阿爾伯特王子，時領約克公爵銜）自幼患有嚴重口吃，相當畏懼公開演講。 1925年10月31日，公爵在溫布利發表的大英帝國展覽會閉幕演講嚴重口吃，這樣難堪的經驗讓公爵決心必須根治口吃，他在1926年開始聘請萊恩尼爾擔任其語言治療師。
萊恩尼爾診療發現公爵的喉頭與橫膈膜配合性極差，特別設計了一種每日一小時的喉部發音練習診療法，此法讓公爵感到自信而放鬆，因而避免了由緊張所致的肌肉痙攣。經過治療後，公爵在演講時只會偶發猶疑停頓。1927年，公爵在坎培拉舊國會大廈充滿自信地發表演講，過程中未發生口吃。
萊恩尼爾在1930年代與1940年代繼續為公爵進行治療。第二次世界大戰期間，萊恩尼爾請國王利用繞口令的方式排練主要演講、加冕典禮致詞以及帝國廣播演講，兩人友誼始終深厚。

## 榮譽
1944年，喬治六世頒發皇家維多利亞勳章給萊恩尼爾，由於萊恩尼爾未受封騎士，因此未能在其姓名前加上尊稱“爵士”。正如電影《王者之聲：宣戰時刻》片尾所述：“萊恩尼爾是唯一因對王室特別服務而由慷慨仁慈的國王陛下賜此榮耀之人”。

## 私人生活

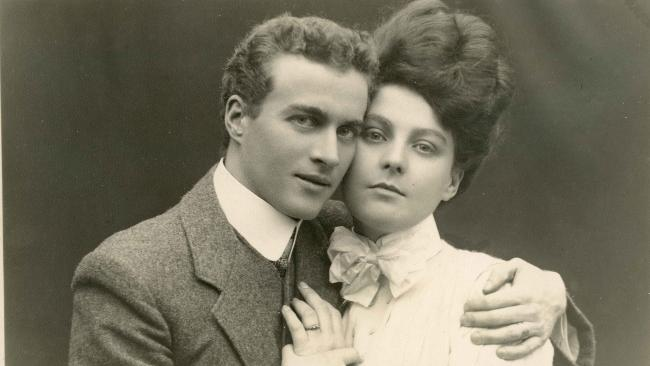
L萊納爾·羅格與莫特爾·古努恩諾特在珀斯所拍攝的照片

萊恩尼爾在1907年3月20日與二十一歲的莫特爾·古努恩諾特在珀斯結婚，妻子原是珀斯聖喬治大教堂的雇員。他們育有三個孩子：伐倫泰、勞瑞與安東尼。
萊恩尼爾是共濟會的一員，1908年入會，1919年成為導師。在1933年至1940年左右，萊恩尼爾居於錫德納姆一棟有25間房間的維多利亞式別墅。

## 逝世
1953年4月12日，73歲的萊恩尼爾逝世於倫敦。4月17日在聖公會聖三一布普頓堂舉行葬禮時， 伊莉莎白二世女王與伊莉莎白皇太后均派代表致意。

## 公眾文化
萊恩尼爾的孫子馬克與彼得·康拉迪(Peter Conradi)合著一本關於他祖父與英王喬治六世間友誼的書《The King's Speech: How One Man Saved the British Monarchy》，書名後來也成為2010年英國電影《国王的演讲》(台譯 : 王者之聲)的片名，該片劇本由大衛‧塞德勒(David Seidler)編寫，片中萊恩尼爾與國王分別由傑佛瑞·羅許和柯林·佛斯演繹，2011年2月該片獲得奧斯卡金像獎四項大獎，包括最佳影片獎及柯林·佛斯的最佳男主角獎。

## 參照
- 言語治療
- 英國口吃障礙者協會（英语：British Stammering Association）
- 创伤后心理压力紧张综合症

## 外部連結
- "Lionel Logue 'never swore in front of King George VI'" （页面存档备份，存于）, BBC Radio Leicester
- Bowen, C. (2002). Lionel Logue: Pioneer speech therapist. （页面存档备份，存于） Retrieved 1 January 2011
- Hutchinson, Norman C, Lionel Logue: the King's Mentor, self-published, Box Hill South, Victoria, Australia (2010)
- Letter sent by Logue to George VI, Royal College of Speech and Language Therapists archives
- Rare photo of Lionel Logue near the end of his life, from the UK National Archives （页面存档备份，存于）